# Berghof zu Baden
Die Herrschaft Berghof zu Baden war eine Grundherrschaft im Viertel unter dem Wienerwald im Erzherzogtum Österreich unter der Enns, dem heutigen Niederösterreich.

## Ausdehnung
Die Herrschaft, zu welcher auch das Gute Heiligenkreuzerhof, die Herrschaft Frauenhof in Baden mit dem Gut Pottendorf und Wienersdorf angehörten, umfasste zuletzt die Ortsobrigkeit über Siebenhirten und Gemersdorf. Der Sitz der Verwaltung befand sich in Baden.

## Geschichte
Letzter Inhaber der Allodialherrschaft war ein in Baden ansässiger Bürgerverein, bevor die Herrschaft nach den Reformen 1848/1849 aufgelöst wurde.